# Mitiga International Airport

i7
i11
i13
Der Mitiga International Airport (IATA-Code: MJI, ICAO-Code: HLLM) liegt etwa 11 km östlich von Tripolis, Libyen. Er ist neben dem Tripoli International Airport der zweite internationale Flughafen von Tripolis.

## Geschichte

### Italienischer Stützpunkt
Errichtet wurde die Anlage als italienischer Luftwaffenstützpunkt Mellaha während der Zeit, als Libyen eine italienische Kolonie (Italienisch-Libyen) war. Hier befand sich im Zweiten Weltkrieg das Hauptquartier des 5. Fliegerkorps. Als Teil des alliierten Kriegsschauplatz Mittelmeerraum ging die Kolonie Italienisch-Libyen ab 1943 im Afrikafeldzug der Achsenmächte verloren.

### Wheelus Air Force Base
Am 17. Mai 1945 wurde der ehemalige Luftwaffenstützpunkt der Italiener von Mellaha in Wheelus Air Force Base in Gedenken an den US-Luftwaffensoldaten Leutnant Richard Wheelus umbenannt, der kurz zuvor bei einem Flugzeugabsturz in Iran ums Leben gekommen war. Zwischen 15. Mai 1947 und Juni 1948 wurde der Stützpunkt von den USA nicht genutzt, ab 1. Juni 1948 nutzt die US Air Force den Stützpunkt zum Lufttransport (Military Air Transport Service). Am 16. November 1950 ordnete das US-amerikanische Strategic Air Command die Verlegung von Bomberflugzeugen vom Typ B-50, B-36, B-47 und KC-97 (Tankflugzeuge) zur Wheelus Air Force Base nahe Tripolis an. Die Langstreckenflugzeuge ermöglichten dabei der US-Luftwaffe strategische Aufklärungseinsätze an der sowjetischen Südgrenze im Kalten Krieg.
Gemäß dem Beschluss der Vereinten Nationen von 1949 wurde Libyen Ende 1951 ein unabhängiges Königreich. Zugleich wurde ein Militärabkommen mit den USA zur Nutzung der Wheelus Air Base bei Tripolis durch die US Air Force Europe unterzeichnet. Auf dem Luftwaffenstützpunkt wurden rund 4.600 US-Soldaten stationiert. Die Verpachtung von Militärstützpunkten an die USA und Großbritannien stellte für das verarmte Land eine wichtige Geldquelle dar. Am 9. September 1954 folgte die Unterzeichnung eines neuen Militärabkommens mit den USA zur Nutzung der Wheelus Air Base, das die Stationierung von rund 14.000 US-Soldaten mit ihren Angehörigen beinhaltete.
Der ägyptische Ministerpräsident Gamal Abdel Nasser forderte am 22. Februar 1964 offiziell die Liquidierung der ausländischen Militärbasen in Libyen. US-Präsident Lyndon B. Johnson sah in dem anhaltenden politischen Druck Nassers auf befreundete arabischen Staaten wie Jordanien und Libyen eine Gefahr. Nach der Verurteilung der libyschen Stützpunktpolitik durch Nasser kam es zu Unruhen in den Städten Tripolis und Bengasi. Am 16. März 1964 beschloss daraufhin das libysche Parlament einstimmig die Beendigung der Stützpunktverträge, wobei der mit den USA bis 1971 und jener mit Großbritannien bis 1973 Gültigkeit hatte. Bis Juni 1970 wurde der Flughafen von der United States Air Force genutzt.

### Libyscher Militärflugplatz
Im Anschluss daran diente der Flughafen als Okba Ben Nafi Air Base der libyschen Luftstreitkräfte als Stützpunkt.
Während des späten Kalten Krieges waren Kampfflugzeuge wie beispielsweise die MiG-25 oder Bomber des Typs Tupolew Tu-22 sowie Personal der sowjetischen Luftwaffe stationiert.
Beim amerikanischen Vergeltungsschlag Operation El Dorado Canyon 1986 war die Okba Ben Nafi Air Base ein Hauptziel.

### Internationaler Zivilflughafen
Im Jahr 1995 wurde der Flughafen als Mitiga International Airport für den zivilen Flugverkehr eröffnet.
Im Zuge des staatlichen Verfalls Libyens wurde Mitiga zu einem Umschlagplatz für Flüchtlinge nach Europa, die aus Bangladesch stammen, sowie für Rückführungen von Geflüchteten in ihre subsaharischen Heimatländer.

## Ziele
Neben nationalen Zielen wie Bengasi und Misrata gibt es internationale Verbindungen unter anderem nach Tunis, Istanbul und Aleppo.

## Zwischenfälle
- Am 11. Dezember 1955 verunglückte eine Douglas DC-4/C-54M der United States Air Force (USAF) (Luftfahrzeugkennzeichen 44-9094) an einem Berg 8 Kilometer ostsüdöstlich von Ketama (Marokko). Die Maschine war auf der Wheelus Air Force Base gestartet. Alle 8 Insassen wurden getötet.[4]

- Am 15. Januar 2018 wurde ein Airbus A319 der libyschen Afriqiyah Airways (5A-ONC) bei Kampfhandlungen auf dem Mitiga International Airport bei Tripolis durch Artilleriegeschosse im oberen Rumpfbereich derart beschädigt, dass ein Totalschaden entstand. Personen kamen nicht zu Schaden.[5]